# Rodern
Rodern là một xã ở tỉnh Haut-Rhin trong vùng Grand Est ở đông bắc Pháp. Xã này có diện tích 7,05 km², dân số năm 1999 là 332 người. Khu vực này có độ cao 228 mét trên mực nước biển.